# Pinnotheres taylori
Pinnotheres taylori är en kräftdjursart som beskrevs av M. J. Rathbun 1918. Pinnotheres taylori ingår i släktet Pinnotheres och familjen Pinnotheridae. Inga underarter finns listade i Catalogue of Life.